# Батальон «Печерск»
Батальо́н «Пече́рск» (укр. Батальйон «Печерськ») — добровольческое украинское вооруженное формирование, которое принимало участие в войне на востоке Украины.

## История

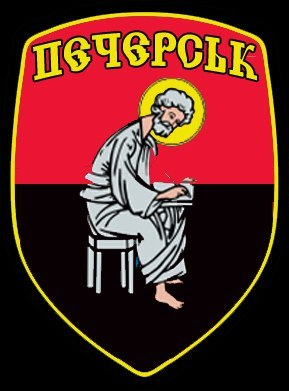
Прежняя эмблема батальона

Батальон был создан на основе активистов украинской общественно-политической организации «Украинский Национальный Союз», самообороны Печерского района города Киева, общественной организации «Модный приговор», в состав батальона вошли ультрас Динамо Киев, Металлист Харьков, ЦСКА Киев и др., также проводился набор новых добровольцев.

### Участие в боевых действиях
По состоянию на начало сентября 2014 года на фронте находилась сотня бойцов батальона. Бойцы подразделения воевали трофейным оружием, захваченным, в том числе, в боях под Луганском. Подразделение обратилось к министру обороны Украины Валерию Гелетею с просьбой предоставить ему официальный статус и обеспечить оружием. В результате этого часть батальона была переведена в 12-й батальона территориальной обороны. По состоянию на 19.09.2014, военнослужащие батальона несли службу на 4 блокпостах в нескольких районах Луганской области. В конце декабря 2014 года подразделение было разоружено и выведено из зоны боевых действий.

### Расформирование
В марте 2015 года батальон был расформирован из-за недостатка финансирования. Личный состав батальона был переведён в 26-ю отдельную артиллерийскую бригаду, 92-ю отдельную механизированную бригаду, 3-й полк спецназа и батальон патрульной службы милиции особого назначения «Слобожанщина».

## Инциденты
В апреле 2015 года журналисты издания #БУКВЫ обвинили на тот момент расформированный батальон «Печерск» в рэкете. Бывший командир батальона Олег Голтвянский опроверг это в своём интервью.
27 мая 2015 года бойцы пророссийского вооруженного формирования «Призрак», которым ранее руководил полевой командир Алексей Мозговой, заявили о создании батальона «Печерскъ» в ополчении ДНР, но потом это заявление было опровергнуто.

## Командование
- Капитан Панов Игорь Валерьевич † (июнь 2014)[23]
- Лейтенант Голтвянский Олег Николаевич (июнь—декабрь 2014)[28][29]
- Капитан Якимчук Игорь Михайлович (декабрь 2014 — март 2015)[23]